# Flygirl
Flygirl er en dansk børnefilm fra 2017 instrueret af Asta Staal.

## Handling
Denne artikel mangler et handlingsreferat. Hjælp os med at skrive det.

## Medvirkende
- Jeppe Gabriel Spence, Anders
- Rebecca Tolberg, Flygirl
- Emilia Staugaard, Anna